# Siegfried Georgii
Siegfried Georgii (* 2. August 1900 in Washington, D.C.; † 24. Juni 1966 in München) war ein deutscher Mediziner und nationalsozialistischer Funktionsträger im Rang eines SS-Oberführers.
Siegfried Georgii studierte von 1920 bis 1926 Medizin in Tübingen, Kiel und München.  In Tübingen gehörte er seit 1921 der Studentenverbindung Königsgesellschaft Roigel (1933–1937 Tübinger Burschenschaft Roigel). Er promovierte 1927 an der Universität Tübingen mit der Dissertation Über die sogenannten 'Nabeladenome' und deren Folgezustände an Hande dreier einschlägiger Beobachtungen zum Dr. med. Er lebte in München und trat zum 1. Januar 1932 in die NSDAP ein (Mitgliedsnummer 865.199). Er schloss sich auch der SS an (SS-Nummer 28.212). Während er zunächst eine Stelle als Hilfsassistent an der Hebammenschule der Universitätsfrauenklinik in München erhielt, machte er in der SS relativ rasch Karriere.
1932 wurde er Untersturmführer. 1933 erfolgte seine Ernennung zum Hauptsturm- und anschließend zum SS-Sturmbannführer. 1934 wurde er SS-Obersturmbannführer und anschließend SS-Standartenführer und am 20. April 1935 wurde er zum SS-Oberführer befördert.
Georgi war als SS-Arzt tätig, übernahm im Februar 1934 die Leitung der Sanitätsabteilung beim Reichsführer SS und wurde mit dem SS-Ehrenring ausgezeichnet. Er war die Verbindungsperson zum NS-Ärztebund.